# Kaveldunsångare

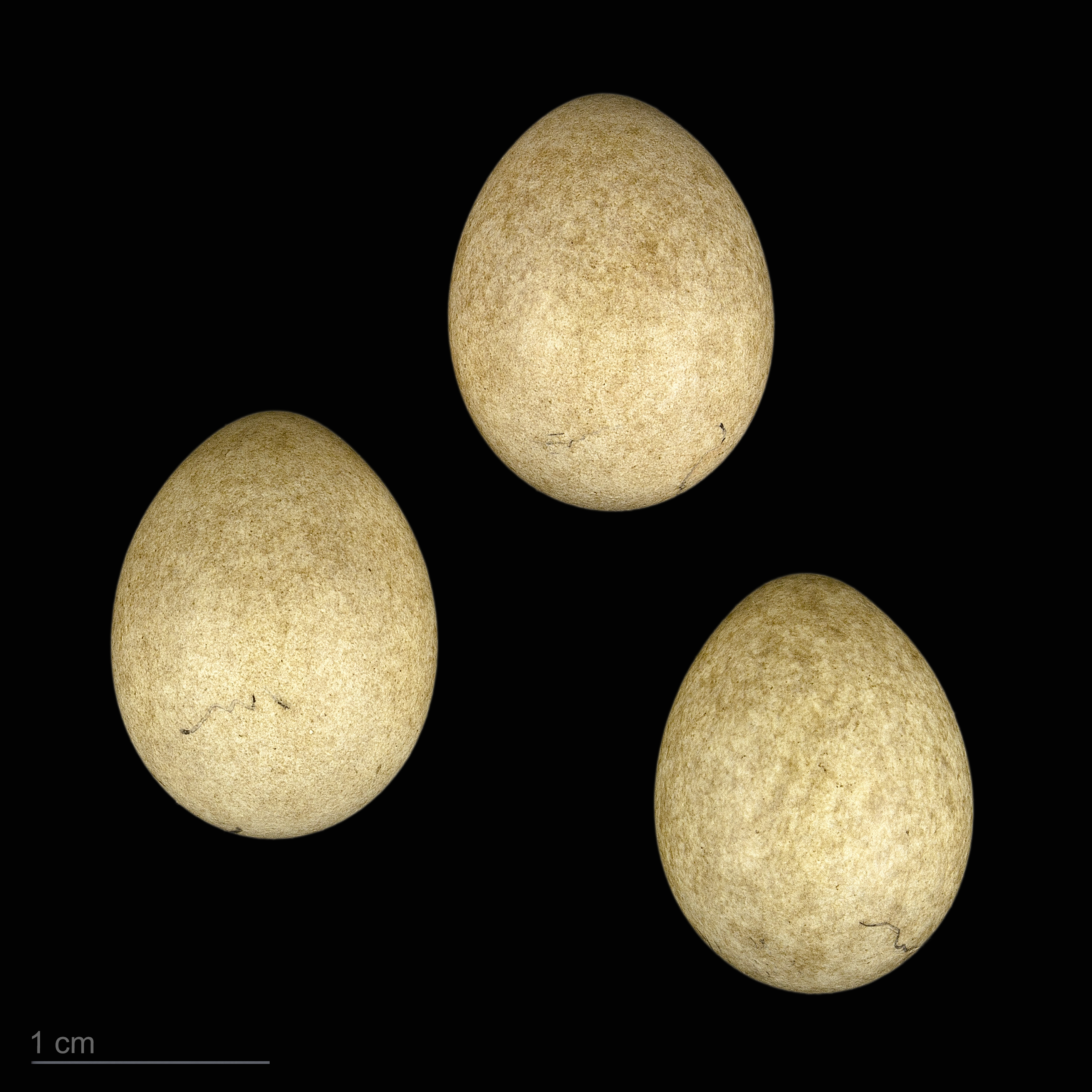
Acrocephalus melanopogon melanopogon

Kaveldunsångare (Acrocephalus melanopogon) är en fågel som tillhör familjen rörsångare (Acrocephalidae) som tidigare ingick i familjen sångare. Arten förekommer i Medelhavsområdet och västra Asien. Enstaka fynd har gjorts i Danmark och Sverige. Artens bestånd anses vara stabilt.

## Utseende och läten
Kaveldunsångaren är en medelstor sångare, 12–13,5 centimeter lång, något större än den nära släktingen sävsångare (Acrocephalus schoenobaenus). Adult fågel har en fint streckad brun rygg och vit undersida. Pannan är flack, näbben stark och spetsig och den har dels ett tydligt vitt ögonbrynsstreck, dels grå örontäckare. Könen är lika. Ungfåglarna är mer kraftigt streckade generellt, även på bröstet.

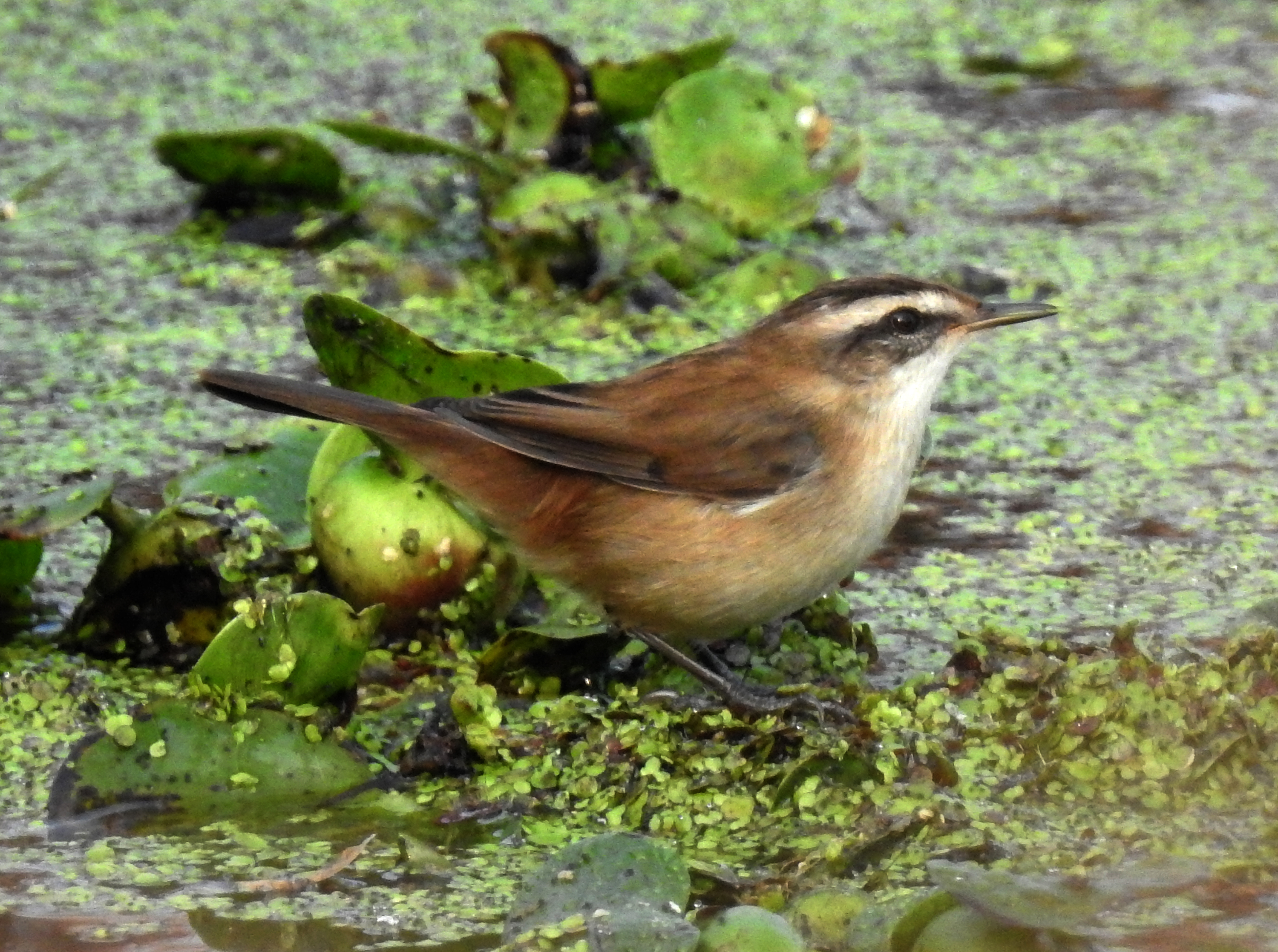
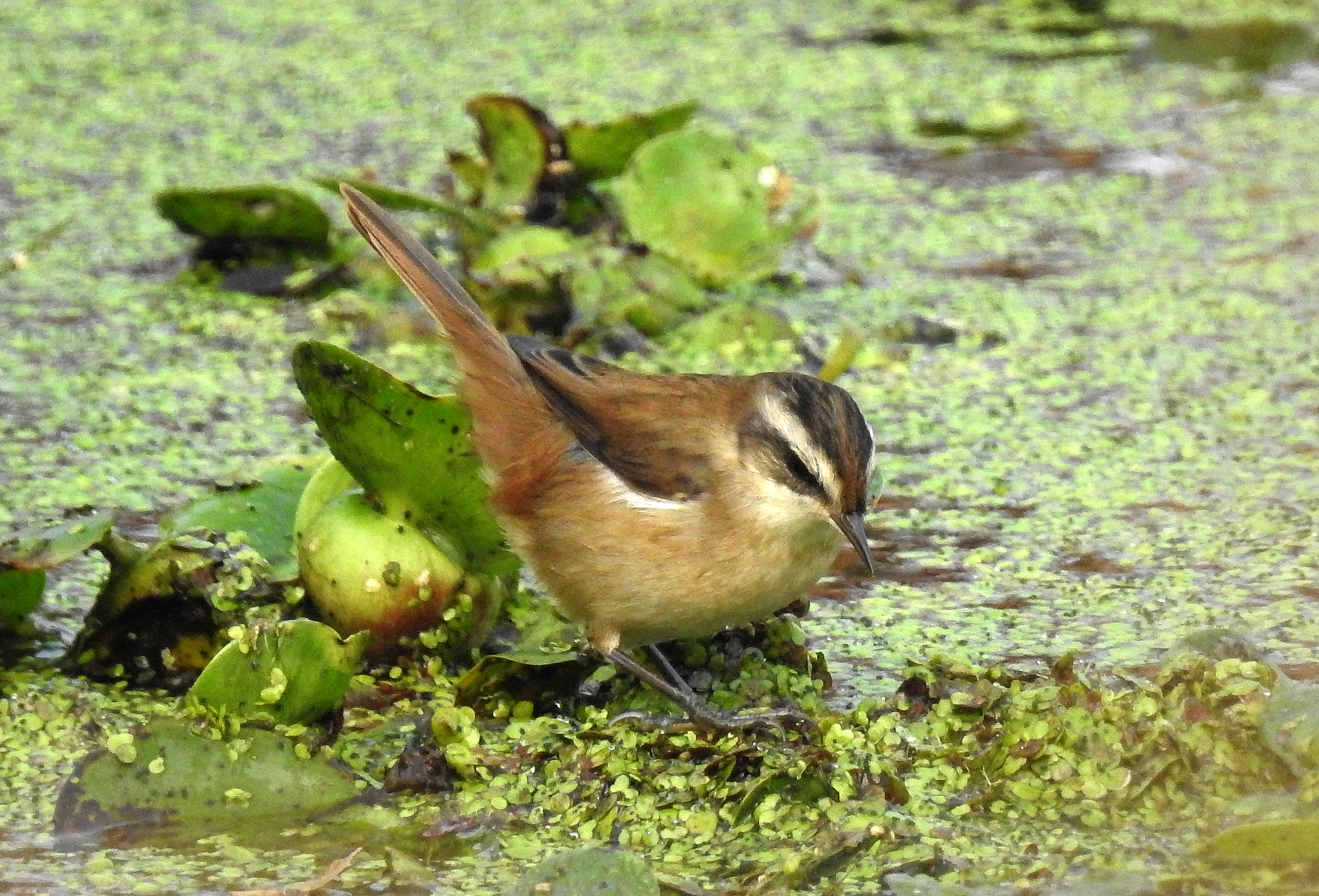

Sången är snabb och pladdrig, påminnande om både sävsångare och rörsångare, men är mjukare och mer melodiös, i vissa partier lik sydnäktergal. Till skillnad från sävsångaren utför den inte sångflykt. Bland lätena hörs smackande "treck", grötigare än sävsångarens och inte olikt svarthakad buskskvätta.

## Utbredning och systematik
Kaveldunsångare delas in i tre underarter med följande utbredning:
- Acrocephalus melanopogon melanopogon – förekommer i Medelhavsområdet (Europa och Nordafrika)
- Acrocephalus melanopogon mimicus – förekommer i västra Turkiet, södra Ryssland, Irak, Iran och Afghanistan
- Acrocephalus melanopogon albiventris – förekommer i Ryssland (från östra kusten av Azovska sjön till området kring floden Don)

Vissa inkluderar albiventris i mimicus.
Häckfåglar i sydvästra Europa och Nordafrika är stannfåglar medan de i sydöstra Europa övervintrar i Medelhavsområdet och de i Asien på Arabiska halvön samt i Indien och i Pakistan.
Kaveldunsångare är en mycket sällsynt gäst norr om sitt utbredningsområde, med enstaka fynd från så långt norrut som Danmark och Polen. I Sverige gjordes det första fyndet i skånska Bingsmarken 30 augusti 2021 när en hona ringmärktes.

### Släktskap
Genetiska studier visar att kaveldunsångarens närmaste släktingar är en samling med fyra andra streckade arter: sävsångare, svartbrynad rörsångare, streckad rörsångare och vattensångare.

### Familjetillhörighet
Tidigare fördes rörsångarna liksom ett mycket stort antal andra arter till familjen Sylviidae, tidigare kallad rätt och slätt sångare. Forskning har dock visat att denna gruppering är missvisande, eftersom då även välkända och mycket distinkta familjer som svalor, lärkor och stjärtmesar i så fall bör inkluderas. Kaveldunsångaren med släktingar har därför brutits ut till familjen rörsångare (Acrocephalidae).

## Ekologi
Kaveldunsångare trivs i våtmarker med vass eller säv. Den bygger sitt bo i vassen eller i en buske och lägger tre till sex ägg från mitten av april. Dessa ruvas 14–15 dagar. Liksom de flesta sångare lever den främst av insekter, men äter också vattenlevande sniglar.

## Status och hot
Arten har ett stort utbredningsområde och en stor population med stabil utveckling. Utifrån dessa kriterier kategoriserar IUCN arten som livskraftig (LC). I Europa uppskattas beståndet till 76 100–124 000 par.

## Namn
Fågeln har på svenska tidigare även kallats ’'tamarisksångare.